# Twierdzenie Wedderburna
Twierdzenie Wedderburna – twierdzenie algebraiczne mówiące, że skończone pierścienie z dzieleniem są przemienne; oznacza to, że taki pierścień jest wtedy ciałem skończonym . Nazwa twierdzenia pochodzi od nazwiska Josepha Wedderburna, który podał jego dowód w 1905 roku  (poniższy dowód pochodzi od Ernsta Witta i stanowi tłumaczenie zamieszczonego w książce André Weila, zob. Bibliografia).

## Dowód
Niech {\displaystyle F} będzie skończonym pierścieniem z dzieleniem (z jedynką) o charakterystyce {\displaystyle p.} Niech {\displaystyle Z} będzie jego centrum, a {\displaystyle q=p^{f}} niech będzie liczbą elementów {\displaystyle Z.} Jeśli wymiar {\displaystyle F} jako przestrzeni liniowej nad {\displaystyle Z} jest równy {\displaystyle n,} to {\displaystyle F} ma {\displaystyle q^{n}} elementów. Grupę multiplikatywną {\displaystyle F^{*}} niezerowych elementów pierścienia {\displaystyle F} można rozbić na klasy elementów sprzężonych w następującej relacji równoważności:
dwa elementy {\displaystyle x_{1}} i {\displaystyle x_{2}} grupy {\displaystyle F^{*}} są sprzężone, jeśli istnieje taki element {\displaystyle y} grupy {\displaystyle F^{*},} że {\displaystyle x_{2}=y^{-1}x_{1}y.}
Niech dla {\displaystyle x\in F^{*}} symbol {\displaystyle N(x)} oznacza centralizator elementu {\displaystyle x} (względem mnożenia), czyli zbiór elementów pierścienia {\displaystyle F} przemiennych z {\displaystyle x.} Jest to podpierścień w {\displaystyle F} zawierający {\displaystyle Z.} Jeśli {\displaystyle \delta (x)} jest wymiarem (w sensie przestrzeni liniowej) {\displaystyle N(x)} nad {\displaystyle Z,} to {\displaystyle N(x)} ma {\displaystyle q^{\delta (x)}} elementów. Liczba {\displaystyle n} jest podzielna przez {\displaystyle \delta (x)} i {\displaystyle \delta (x)<n} dla {\displaystyle x\not \in Z.}
Ponieważ liczba elementów grupy {\displaystyle F^{*}} sprzężonych z {\displaystyle x} jest równa indeksowi grupy {\displaystyle N(x)^{*}} w {\displaystyle F^{*},} czyli
{\displaystyle {\frac {q^{n}-1}{q^{\delta (x)}-1}},}
więc
(*) {\displaystyle q^{n}-1=q-1+\sum \limits _{x}{\frac {q^{n}-1}{q^{\delta (x)}-1}},}
gdzie sumowanie rozciąga się na pełny zbiór reprezentantów klas równoważności (w sensie sprzężenia) niecentralnych elementów z {\displaystyle F^{*}.} Niech {\displaystyle n>1} i niech
{\displaystyle P(T)=\prod \limits _{\zeta }(T-\zeta ),}
gdzie iloczyn przebiega wszystkie pierwiastki pierwotne {\displaystyle \zeta } z jedynki {\displaystyle n}-tego stopnia w ciele liczb zespolonych. Wielomian ten ma współczynniki całkowite. Jeśli {\displaystyle \delta } dzieli {\displaystyle n} i jest różne od {\displaystyle n,} to wielomian {\displaystyle P} dzieli
{\displaystyle {\frac {T^{n}-1}{T^{\delta }-1}}.}
Dlatego w (*) z wyjątkiem {\displaystyle q-1} wszystkie składniki są podzielne przez {\displaystyle P(q)} i dlatego {\displaystyle P(q)|q-1.} Z drugiej strony każdy czynnik iloczynu
{\displaystyle P(q)=\prod \limits _{\zeta }(q-\zeta )}
ma wartość bezwzględną większą od {\displaystyle q-1,} skąd sprzeczność. Zatem {\displaystyle n=1} i {\displaystyle F=Z,} czyli {\displaystyle F} jest pierścieniem przemiennym.